# ハルビン古典音楽放送
ハルビン古典音楽放送は、ハルビン広播電視台の放送である。2015年3月2日，放送開始。全日24小時放送。

## 周波数
| ハルビン市 | 南崗区 | 102.6MHz |
| ハルビン市 | 呼蘭県 | 102.6MHz |